# 柏崎高柳テレビ中継局
柏崎高柳テレビ中継局（かしわざきたかやなぎテレビちゅうけいきょく）は、新潟県柏崎市の旧高柳町域に置かれている地上波のテレビジョン放送の中継局。

## 概要
- 当中継局は、柏崎市高柳町岡野町の城山に置かれ、旧高柳町域などへ電波を発射している。

## 送信施設概要

### デジタルテレビ
| リモコンキーID | 放送局名             | 物理チャンネル | 空中線電力 | 実効輻射電力 | 放送対象地域 | 放送区域内世帯数 |
| 1              | NHK新潟総合テレビ    | 33ch           | 1W         | 2.9W         | 新潟県       | 約-世帯          |
| 2              | NHK新潟教育テレビ    | 31ch           | 1W         | 2.9W         | 全国         | 約-世帯          |
| 4              | TeNYテレビ新潟放送網 | 39ch           | 1W         | 2.9W         | 新潟県       | 約-世帯          |
| 5              | UX新潟テレビ21       | 41ch           | 1W         | 2.9W         | 新潟県       | 約-世帯          |
| 6              | BSN新潟放送          | 37ch           | 1W         | 2.9W         | 新潟県       | 約-世帯          |
| 8              | NST新潟総合テレビ    | 38ch           | 1W         | 2.9W         | 新潟県       | 約-世帯          |

- 2008年12月2日に予備免許が交付され[7]、その22日後に、本免許が交付されると同時に開局した[8][9]。

### アナログテレビ
| 放送局名             | チャンネル | 空中線電力       | 実効輻射電力      | 放送対象地域 | 放送区域内世帯数 |
| NHK新潟総合テレビ    | 4ch        | 映像10W/音声2.5W | 映像30W/音声7.4W  | 新潟県       | 約-世帯          |
| BSN新潟放送          | 6ch        | 映像10W/音声2.5W | 映像32W/音声8.1W  | 新潟県       | 約-世帯          |
| NHK新潟教育テレビ    | 10ch       | 映像10W/音声2.5W | 映像26W/音声6.6W  | 全国         | 約-世帯          |
| UX新潟テレビ21       | 44ch       | 映像10W/音声2.5W | 映像46W/音声11.5W | 新潟県       | 約-世帯          |
| TeNYテレビ新潟放送網 | 46ch       | 映像10W/音声2.5W | 映像46W/音声11.5W | 新潟県       | 約-世帯          |
| NST新潟総合テレビ    | 48ch       | 映像10W/音声2.5W | 映像46W/音声11.5W | 新潟県       | 約-世帯          |

- 2011年7月24日を以てすべて廃止された。